# Frédéric Plessis
Frédéric Plessis (3. února 1851 Brest – 29. ledna 1942 Paříž) byl francouzský básník, prozaik a novinář.

## Život
Původně navštěvoval Lycée de Brest a studium dokončil na pařížském Lycée Saint-Louis. V roce 1871 vystudoval právo na univerzitě v Rennes a v roce 1876 obhájil na Sorboně diplomovou práci na téma řízení podniku. Pak se rozhodl stát se latinským filologem, zdokonalil se v latině a odešel studovat staré rukopisy do německého města Wolfenbüttel.
Později byl jmenován odborným asistentem na univerzitě v Poitiers, přednášel v Bordeaux a v Lyonu a působil na École normale supérieure. Po jmenování asistentem na Sorboně překládal z latiny, zejména starou antickou poezii. K autorům, jejichž díla přeložil, patří například Terentius, Sextus Propertius, Cicero, Vergilius nebo Horatius.
Jeho vlastní poezie se řadí k neoklasicismu a má blízko k hnutí action française a Charlesi Maurrasovi. Dále pracoval jako literární publicista pro deník La Presse a v letech 1907–1909 byl ředitelem Bulletin critique.

## Dílo
Poezie
- La Lampe d'Argile, 1887
- Vesper, 1897
- Poésies complètes, comportant La Lampe d'Argile, Vesper et Gallica, 1904
- La Couronne de lierre, 1921 a 1937 (revidováno a rozšířeno)

Romány
- Angèle de Blindes, 1897
- Le mariage de Léonie, 1897
- Le chemin montant
- Saint-Exupère-les-Châsses, 1911
- Le Clos Varin
- Caroline Gévrot

Vědecké publikace
- Édition de « Les Adelphes » de Térence, 1884
- Études critiques sur Properce et ses élégies, 1884
- Histoire de la poésie latine
- Essai sur la polémique de Cicéron et des Attiques, 1896
- Métrique grecque et latine, 1888
- Horace, avec la collaboration de Paul Lejay, 1903
- Choix d'épitaphes latines en vers, 1905
- Odes et épodes d'Horace, Hachette